# Belagerung von Plataiai
Sybota – Potidaia – Spartolos – Stratos – Naupaktos – Plataiai – Olpai – Tanagra – Pylos – Sphakteria – Korinth – Megara – Delion – Amphipolis – Mantineia – Melos – Syrakus – Milet – Syme – Eretria – Kynossema – Abydos – Kyzikos – Ephesos – Chalkedon – Byzanz – Andros – Notion – Mytilene  – Arginusen – Aigospotamoi
Die Belagerung von Plataiai durch Sparta von 429 v. Chr. bis 427 v. Chr. ereignete sich während des Peloponnesischen Krieges. Sie ist bemerkenswert als Anzeichen der Verrohung während dieses Kriegs.

## Vorgeschichte
Plataiai, eine Stadt in Böotien an der Grenze zu Attika, war zu Beginn des Krieges mit Athen verbündet und wurde daher zu einem Angriffsziel Spartas. Im Jahr 431 v. Chr. versuchte Theben (Erzfeindin Plataiais und Verbündete Spartas), es durch einen Putsch an sich zu bringen. 300 Thebaner stürmten den Marktplatz, wo diese von den Bürgern und Soldaten der Stadt getötet wurden. Bis auf eine kleine Gruppe Thebaner, die entkam, wurden alle Kadmeer (Thebaner) sowie Kollaborateure getötet.
429 nahm sich Sparta selbst der Stadt an. Da es zunächst Verhandlungen gab, hatten die Plataiaier Zeit, die Zivilbevölkerung nach Athen zu evakuieren.
In der Stadt blieben 400 plataiaiische und 80 athenische Soldaten sowie 110 Frauen, die sich um die Nahrungsversorgung der Truppen kümmerten.

## Die Belagerung
Um die Stadtmauer zu überwinden, bauten die Spartaner zunächst eine Rampe aus Holz und Erde. Dies konterten die Belagerten mit einer Erhöhung der Stadtmauer und als die Rampe die Stadtmauer erreichte, gruben sie Tunnel, um die Rampe zum Einsturz zu bringen. Der Einsturzgefahr begegneten die Spartaner, indem sie ihre Rampe mit Flechtwerk und Lehm stabilisierten. Auf der fertigen Rampe setzten die Spartaner Rammböcke gegen die Mauer ein, die, da erhöht, die Rampe immer noch überragte, woraufhin die Plataiaier Lassos einsetzten, um sich die Rammböcke zu angeln, oder sie bombardierten sie mit schweren Baumstämmen.
An besonders bedrohten Abschnitten bauten die Plataiaier hinter der alten Mauer eine zweite Mauer innerhalb der Stadt.
Als die Spartaner versuchten, die Stadt anzuzünden, wurde dies von einem Regensturm vereitelt.
Schließlich gaben die Spartaner ihr Vorhaben auf, die Stadt gewaltsam einzunehmen. Sie verlegten sich aufs Aushungern. Dazu bauten sie eine doppelte Mauer nach innen und außen, gegen möglichen Entsatz, der jedoch nie kam. Im Winter 428 v. Chr. gingen den Belagerten die Vorräte zur Neige. Sie unternahmen einen heimlichen Ausbruchsversuch in einer stürmischen, mondlosen Nacht. 200 entkamen nach Athen.

## Die Einnahme der Stadt und Hinrichtung der Verteidiger
Im darauffolgenden Sommer (427 v. Chr.) waren die restlichen Plataiaier fast verhungert. Die Spartaner boten den Belagerten an, auf die Erstürmung zu verzichten, wenn sie sich einem Gerichtsverfahren unterwürfen. Nur die Schuldigen würden bestraft. Die Plataiaier willigten ein.
An Stelle eines Gerichtsverfahrens stellten die Spartaner den Gefangenen nur eine Frage: Ob sie den Spartanern oder ihren Verbündeten während dieses Krieges irgendeinen Dienst erwiesen hätten, was allein ihre Schonung gerechtfertigt hätte. Keiner konnte das bejahen, und so wurden allesamt nacheinander hingerichtet (200 Plataier und 25 Athener). Die Frauen wurden als Sklavinnen verkauft.
Die Spartaner rissen die Stadt ein Jahr später ab und bauten dort einen Heratempel mit angeschlossener Herberge.
Der Geschichtsschreiber Thukydides, der hier eines seiner bekannten Rededuelle anbringt, führt als Grund für dieses Verhalten der Spartaner die Thebaner an, die dies von ihnen verlangt hatten.
Hinweis: nach der Schlacht von Plataiai – als 479 v. Chr. die Griechen unter Pausanias das Perserreich schlugen – schworen die damaligen Bundesgenossen (inklusive Sparta), Plataiai bei Angriffen beizustehen, damit sie ihre Unabhängigkeit in Zukunft bewahren.